# Bomolocha drucealis
Bomolocha drucealis là một loài bướm đêm trong họ Noctuidae.